# Lista monumentelor istorice din județul Mureș

Simbol pentru monumentele istorice

Lista monumentelor istorice din județul Mureș cuprinde monumentele istorice din județul Mureș înscrise în Patrimoniul cultural național al României.
Lista completă este menținută și actualizată periodic de către Ministerul Culturii, Cultelor și Patrimoniului Național din România, prin intermediul Institutului Național al Patrimoniului, ultima versiune datând din 2015. Această listă cuprinde și actualizările ulterioare, realizate prin ordin al ministrului culturii.
Datorită numărului mare de monumente, această listă a fost împărțită după localitatea în care se află monumentul. Dacă știți localitatea (satul sau orașul) în care se află monumentul, alegeți localitatea din lista din această pagină. Dacă nu știți localitatea, puteți căuta un monument din județ folosind formularul de mai jos.
| A ↑ A B C D E F G H I Î J K L M N O P Q R S Ș T Ț U V W X Y Z ↓ | A ↑ A B C D E F G H I Î J K L M N O P Q R S Ș T Ț U V W X Y Z ↓ | A ↑ A B C D E F G H I Î J K L M N O P Q R S Ș T Ț U V W X Y Z ↓ | A ↑ A B C D E F G H I Î J K L M N O P Q R S Ș T Ț U V W X Y Z ↓ | A ↑ A B C D E F G H I Î J K L M N O P Q R S Ș T Ț U V W X Y Z ↓ | A ↑ A B C D E F G H I Î J K L M N O P Q R S Ș T Ț U V W X Y Z ↓ | A ↑ A B C D E F G H I Î J K L M N O P Q R S Ș T Ț U V W X Y Z ↓ | A ↑ A B C D E F G H I Î J K L M N O P Q R S Ș T Ț U V W X Y Z ↓ | A ↑ A B C D E F G H I Î J K L M N O P Q R S Ș T Ț U V W X Y Z ↓ | A ↑ A B C D E F G H I Î J K L M N O P Q R S Ș T Ț U V W X Y Z ↓ |
| --------------------------------------------------------------- | --------------------------------------------------------------- | --------------------------------------------------------------- | --------------------------------------------------------------- | --------------------------------------------------------------- | --------------------------------------------------------------- | --------------------------------------------------------------- | --------------------------------------------------------------- | --------------------------------------------------------------- | --------------------------------------------------------------- |
| Abuș                                                            | Adămuș                                                          | Agrișteu                                                        | Albești                                                         | Apalina                                                         |                                                                 |                                                                 |                                                                 |                                                                 |                                                                 |
| Apold                                                           | Archita                                                         |                                                                 |                                                                 |                                                                 |                                                                 |                                                                 |                                                                 |                                                                 |                                                                 |
| B ↑ A B C D E F G H I Î J K L M N O P Q R S Ș T Ț U V W X Y Z ↓ |                                                                 |                                                                 |                                                                 |                                                                 |                                                                 |                                                                 |                                                                 |                                                                 |                                                                 |
| Bahnea                                                          | Band                                                            | Batoș                                                           | Băgaciu                                                         | Băița                                                           |                                                                 |                                                                 |                                                                 |                                                                 |                                                                 |
| Bâra                                                            | Beica De Jos                                                    | Bereni                                                          | Bernadea                                                        | Bezid                                                           |                                                                 |                                                                 |                                                                 |                                                                 |                                                                 |
| Bobohalma                                                       | Bogata                                                          | Boiu                                                            | Bordoșiu                                                        | Bozed                                                           |                                                                 |                                                                 |                                                                 |                                                                 |                                                                 |
| Brâncovenești                                                   | Breaza                                                          | Budiu Mic                                                       |                                                                 |                                                                 |                                                                 |                                                                 |                                                                 |                                                                 |                                                                 |
| C ↑ A B C D E F G H I Î J K L M N O P Q R S Ș T Ț U V W X Y Z ↓ |                                                                 |                                                                 |                                                                 |                                                                 |                                                                 |                                                                 |                                                                 |                                                                 |                                                                 |
| Călugăreni                                                      | Călușeri                                                        | Căpușu De Câmpie                                                | Câmpu Cetății                                                   | Cându                                                           |                                                                 |                                                                 |                                                                 |                                                                 |                                                                 |
| Cerghizel                                                       | Ceuașu De Câmpie                                                | Chendu                                                          | Chețani                                                         | Chibed                                                          |                                                                 |                                                                 |                                                                 |                                                                 |                                                                 |
| Chiheru De Sus                                                  | Chinari                                                         | Chinciuș                                                        | Chirileu                                                        | Cipău                                                           |                                                                 |                                                                 |                                                                 |                                                                 |                                                                 |
| Cloașterf                                                       | Cornești                                                        | Corunca                                                         | Cotuș                                                           | Cozma                                                           |                                                                 |                                                                 |                                                                 |                                                                 |                                                                 |
| Crăciunești                                                     | Cristești                                                       | Criș                                                            | Cucerdea                                                        | Cuci                                                            |                                                                 |                                                                 |                                                                 |                                                                 |                                                                 |
| Cuieșd                                                          | Culpiu                                                          | Cund                                                            | Cuștelnic                                                       |                                                                 |                                                                 |                                                                 |                                                                 |                                                                 |                                                                 |
| D ↑ A B C D E F G H I Î J K L M N O P Q R S Ș T Ț U V W X Y Z ↓ |                                                                 |                                                                 |                                                                 |                                                                 |                                                                 |                                                                 |                                                                 |                                                                 |                                                                 |
| Daia                                                            | Daneș                                                           | Dâmbău                                                          | Deag                                                            | Deaj                                                            |                                                                 |                                                                 |                                                                 |                                                                 |                                                                 |
| Deda                                                            | Dedrad                                                          | Delenii                                                         | Dumbrăvioara                                                    | Dumitreni                                                       |                                                                 |                                                                 |                                                                 |                                                                 |                                                                 |
| E ↑ A B C D E F G H I Î J K L M N O P Q R S Ș T Ț U V W X Y Z ↓ |                                                                 |                                                                 |                                                                 |                                                                 |                                                                 |                                                                 |                                                                 |                                                                 |                                                                 |
| Ercea                                                           | Eremieni                                                        | Eremitu                                                         |                                                                 |                                                                 |                                                                 |                                                                 |                                                                 |                                                                 |                                                                 |
| F ↑ A B C D E F G H I Î J K L M N O P Q R S Ș T Ț U V W X Y Z ↓ |                                                                 |                                                                 |                                                                 |                                                                 |                                                                 |                                                                 |                                                                 |                                                                 |                                                                 |
| Fântânele                                                       | Filitelnic                                                      | Filpișu Mare                                                    |                                                                 |                                                                 |                                                                 |                                                                 |                                                                 |                                                                 |                                                                 |
| G ↑ A B C D E F G H I Î J K L M N O P Q R S Ș T Ț U V W X Y Z ↓ |                                                                 |                                                                 |                                                                 |                                                                 |                                                                 |                                                                 |                                                                 |                                                                 |                                                                 |
| Gălățeni                                                        | Gălești                                                         | Gănești                                                         | Gheja                                                           | Ghindari                                                        |                                                                 |                                                                 |                                                                 |                                                                 |                                                                 |
| Glodeni                                                         | Gogan                                                           | Goreni                                                          | Gornești                                                        | Grâușorul                                                       |                                                                 |                                                                 |                                                                 |                                                                 |                                                                 |
| Grindeni                                                        | Gurghiu                                                         |                                                                 |                                                                 |                                                                 |                                                                 |                                                                 |                                                                 |                                                                 |                                                                 |
| H ↑ A B C D E F G H I Î J K L M N O P Q R S Ș T Ț U V W X Y Z ↓ |                                                                 |                                                                 |                                                                 |                                                                 |                                                                 |                                                                 |                                                                 |                                                                 |                                                                 |
| Hărțău                                                          | Herepea                                                         | Hetiur                                                          | Hodoșa                                                          |                                                                 |                                                                 |                                                                 |                                                                 |                                                                 |                                                                 |
| I ↑ A B C D E F G H I Î J K L M N O P Q R S Ș T Ț U V W X Y Z ↓ |                                                                 |                                                                 |                                                                 |                                                                 |                                                                 |                                                                 |                                                                 |                                                                 |                                                                 |
| Iclandu Mare                                                    | Iclănzel                                                        | Ideciu De Jos                                                   | Iernut                                                          | Isla                                                            |                                                                 |                                                                 |                                                                 |                                                                 |                                                                 |
| Iștihaza                                                        | Ivănești                                                        |                                                                 |                                                                 |                                                                 |                                                                 |                                                                 |                                                                 |                                                                 |                                                                 |
| L ↑ A B C D E F G H I Î J K L M N O P Q R S Ș T Ț U V W X Y Z ↓ |                                                                 |                                                                 |                                                                 |                                                                 |                                                                 |                                                                 |                                                                 |                                                                 |                                                                 |
| Lăpușna                                                         | Lechința                                                        | Leordeni                                                        | Lepindea                                                        | Livezeni                                                        |                                                                 |                                                                 |                                                                 |                                                                 |                                                                 |
| Logig                                                           | Loțu                                                            | Luduș                                                           |                                                                 |                                                                 |                                                                 |                                                                 |                                                                 |                                                                 |                                                                 |
| M ↑ A B C D E F G H I Î J K L M N O P Q R S Ș T Ț U V W X Y Z ↓ |                                                                 |                                                                 |                                                                 |                                                                 |                                                                 |                                                                 |                                                                 |                                                                 |                                                                 |
| Maiad                                                           | Mădăraș                                                         | Măgherani                                                       | Măgheruș                                                        | Mărculeni                                                       |                                                                 |                                                                 |                                                                 |                                                                 |                                                                 |
| Mica                                                            | Miercurea Nirajului                                             | Mihai Viteazu                                                   | Mitrești                                                        | Moișa                                                           |                                                                 |                                                                 |                                                                 |                                                                 |                                                                 |
| Morăreni                                                        | Morești                                                         | Moșuni                                                          | Mura Mare                                                       | Mura Mică                                                       |                                                                 |                                                                 |                                                                 |                                                                 |                                                                 |
| Murgești                                                        |                                                                 |                                                                 |                                                                 |                                                                 |                                                                 |                                                                 |                                                                 |                                                                 |                                                                 |
| N ↑ A B C D E F G H I Î J K L M N O P Q R S Ș T Ț U V W X Y Z ↓ |                                                                 |                                                                 |                                                                 |                                                                 |                                                                 |                                                                 |                                                                 |                                                                 |                                                                 |
| Nadășa                                                          | Nadeș                                                           | Nazna                                                           | Nima Râciului                                                   |                                                                 |                                                                 |                                                                 |                                                                 |                                                                 |                                                                 |
| O ↑ A B C D E F G H I Î J K L M N O P Q R S Ș T Ț U V W X Y Z ↓ |                                                                 |                                                                 |                                                                 |                                                                 |                                                                 |                                                                 |                                                                 |                                                                 |                                                                 |
| Oarba De Mureș                                                  | Ogra                                                            | Ormeniș                                                         | Oroiu                                                           | Ozd                                                             |                                                                 |                                                                 |                                                                 |                                                                 |                                                                 |
| P ↑ A B C D E F G H I Î J K L M N O P Q R S Ș T Ț U V W X Y Z ↓ |                                                                 |                                                                 |                                                                 |                                                                 |                                                                 |                                                                 |                                                                 |                                                                 |                                                                 |
| Papiu Ilarian                                                   | Păcureni                                                        | Pănet                                                           | Păsăreni                                                        | Periș                                                           |                                                                 |                                                                 |                                                                 |                                                                 |                                                                 |
| Petea                                                           | Petelea                                                         | Petrilaca                                                       | Petrilaca De Mureș                                              | Porumbeni                                                       |                                                                 |                                                                 |                                                                 |                                                                 |                                                                 |
| R ↑ A B C D E F G H I Î J K L M N O P Q R S Ș T Ț U V W X Y Z ↓ |                                                                 |                                                                 |                                                                 |                                                                 |                                                                 |                                                                 |                                                                 |                                                                 |                                                                 |
| Ranta                                                           | Răstolița                                                       | Râpa De Jos                                                     | Reghin                                                          | Riciu                                                           |                                                                 |                                                                 |                                                                 |                                                                 |                                                                 |
| Rigmani                                                         | Roua                                                            |                                                                 |                                                                 |                                                                 |                                                                 |                                                                 |                                                                 |                                                                 |                                                                 |
| S ↑ A B C D E F G H I Î J K L M N O P Q R S Ș T Ț U V W X Y Z ↓ |                                                                 |                                                                 |                                                                 |                                                                 |                                                                 |                                                                 |                                                                 |                                                                 |                                                                 |
| Saschiz                                                         | Săcalu De Pădure                                                | Săcădat                                                         | Sălașuri                                                        | Sălcud                                                          |                                                                 |                                                                 |                                                                 |                                                                 |                                                                 |
| Sărățeni                                                        | Sărmașu                                                         | Sărmășel-Gară                                                   | Sâmbriaș                                                        | Sâncraiu De Mureș                                               |                                                                 |                                                                 |                                                                 |                                                                 |                                                                 |
| Sângeorgiu De Mureș                                             | Sângeorgiu De Pădure                                            | Sânișor                                                         | Sânmărghita                                                     | Sânpaul                                                         |                                                                 |                                                                 |                                                                 |                                                                 |                                                                 |
| Sânpetru De Câmpie                                              | Sântana De Mureș                                                | Sânvăsâi                                                        | Sebeș                                                           | Seleuș                                                          |                                                                 |                                                                 |                                                                 |                                                                 |                                                                 |
| Seleuș (Daneș), Mureș                                           | Senereuș                                                        | Sfântu Gheorghe                                                 | Sighișoara                                                      | Sovata                                                          |                                                                 |                                                                 |                                                                 |                                                                 |                                                                 |
| Sub Pădure                                                      | Suplac                                                          | Suseni                                                          |                                                                 |                                                                 |                                                                 |                                                                 |                                                                 |                                                                 |                                                                 |
| Ș ↑ A B C D E F G H I Î J K L M N O P Q R S Ș T Ț U V W X Y Z ↓ |                                                                 |                                                                 |                                                                 |                                                                 |                                                                 |                                                                 |                                                                 |                                                                 |                                                                 |
| Șaeș                                                            | Șilea Nirajului                                                 | Șincai                                                          |                                                                 |                                                                 |                                                                 |                                                                 |                                                                 |                                                                 |                                                                 |
| T ↑ A B C D E F G H I Î J K L M N O P Q R S Ș T Ț U V W X Y Z ↓ |                                                                 |                                                                 |                                                                 |                                                                 |                                                                 |                                                                 |                                                                 |                                                                 |                                                                 |
| Tăureni                                                         | Târgu Mureș                                                     | Târnăveni                                                       | Toldal                                                          | Tonciu                                                          |                                                                 |                                                                 |                                                                 |                                                                 |                                                                 |
| Torba                                                           | Trei Sate                                                       | Troița                                                          | Tușinu                                                          |                                                                 |                                                                 |                                                                 |                                                                 |                                                                 |                                                                 |
| Ț ↑ A B C D E F G H I Î J K L M N O P Q R S Ș T Ț U V W X Y Z ↓ |                                                                 |                                                                 |                                                                 |                                                                 |                                                                 |                                                                 |                                                                 |                                                                 |                                                                 |
| Țigmandru                                                       | Țiptelnic                                                       | Țopa                                                            |                                                                 |                                                                 |                                                                 |                                                                 |                                                                 |                                                                 |                                                                 |
| U ↑ A B C D E F G H I Î J K L M N O P Q R S Ș T Ț U V W X Y Z ↓ |                                                                 |                                                                 |                                                                 |                                                                 |                                                                 |                                                                 |                                                                 |                                                                 |                                                                 |
| Uila                                                            | Urisiu De Jos                                                   | Urisiu De Sus                                                   |                                                                 |                                                                 |                                                                 |                                                                 |                                                                 |                                                                 |                                                                 |
| V ↑ A B C D E F G H I Î J K L M N O P Q R S Ș T Ț U V W X Y Z ↓ |                                                                 |                                                                 |                                                                 |                                                                 |                                                                 |                                                                 |                                                                 |                                                                 |                                                                 |
| Valea                                                           | Valea Izvoarelor                                                | Valea Largă                                                     | Vălenii                                                         | Vălenii De Mureș                                                |                                                                 |                                                                 |                                                                 |                                                                 |                                                                 |
| Vânători                                                        | Vețca                                                           | Vidrasău                                                        | Viilor                                                          | Viișoara                                                        |                                                                 |                                                                 |                                                                 |                                                                 |                                                                 |
| Voiniceni                                                       | Voivodeni                                                       | Vulcan                                                          |                                                                 |                                                                 |                                                                 |                                                                 |                                                                 |                                                                 |                                                                 |
| Z ↑ A B C D E F G H I Î J K L M N O P Q R S Ș T Ț U V W X Y Z ↓ |                                                                 |                                                                 |                                                                 |                                                                 |                                                                 |                                                                 |                                                                 |                                                                 |                                                                 |
| Zagăr                                                           | Zau De Câmpie                                                   |                                                                 |                                                                 |                                                                 |                                                                 |                                                                 |                                                                 |                                                                 |                                                                 |